# Hycleus flavoguttata
Hycleus flavoguttata is een keversoort uit de familie van oliekevers (Meloidae). De wetenschappelijke naam van de soort is voor het eerst geldig gepubliceerd in 1849 door Reiche.